# Dziadumiła
Dziadumiła – staropolskie imię żeńskie, złożone z członów Dziadu- ("dziadowi, przodkowi") i -miła ("miła"). Oznaczało "miła swojemu dziadkowi".
Dziadumiła imieniny obchodzi 1 lutego.